# Digitale Bibliotheek voor de Nederlandse Letteren
La Digitale Bibliotheek voor de Nederlandse Letteren (en español: Biblioteca Digital de Literatura Neerlandesa), conocida por sus siglas DBNL, es un sitio web sobre el idioma y la literatura neerlandesa. Contiene miles de textos literarios, literatura secundaria e información adicional, como biografías, retratos, etc. e hipervínculos. Es una iniciativa de la fundación DBNL que fue fundada en 1999 por la Sociedad de Literatura Neerlandesa. (en neerlandés: Maatschappij der Nederlandse Letterkunde).
La construcción del DNBL fue posible gracias a donaciones, entre otras, de la Organización Neerlandesa para la Investigación Científica (en neerlandés: Nederlandse Organisatie voor Wetenschappelijk Onderzoek o NWO) y la Unión de la Lengua Neerlandesa.
Entre 2008 y 2012, René van Stipriaan fue el encargado de la edición sitio. A partir de 2013, el trabajo lo realizan ocho personas en Leiden (y posteriormente en La Haya), 20 estudiantes y 50 personas en Filipinas, que escanean y escriben los textos.
A partir de 2020, la biblioteca se mantiene gracias a la colaboración de la Unión de la Lengua Neerlandesa, la Vlaamse Erfgoedbibliotheek (Biblioteca del patrimonio flamenco) y la Biblioteca Real Neerlandesa.